# 吾輩はシャーロック・ホームズである
『吾輩はシャーロック・ホームズである』（わがはいはシャーロック・ホームズである）は、柳広司のミステリー小説である。小学館eBooksなどに掲載された作品に加筆訂正して、2005年に小学館から書籍化、出版された。

## 内容
英文学の研究に押しつぶされて、神経衰弱になった夏目漱石は、クレイグ先生から軽い小説を読むことを勧められる。そこでシャーロック・ホームズシリーズを読み込んだ漱石は、自分がホームズだという妄想にとらわれてしまい、ワトソン博士のところへつれてこられる。ワトソン博士とともに参加した降霊会で霊媒師が変死するという事件が起こり、漱石はワトソン博士とこの事件を捜査する。殺人の背景にボーア戦争での出来事が影をおとしている。
漱石の「自転車日記」やロンドンでの俳句会などの記述が盛り込まれる。小説のなかで、「僕が何か面白いものを書いたとしよう。それで少しは名前が知られるようにでもなれば、世の人たちは僕の書いたものを読もうともせず、僕がどんな人物なのか、そのことばかりを知りたがるようになるんだ」といううんざりするような事態が生じるだろう、と漱石が予言するというネタが含まれる。

## 書誌情報
- 「吾輩はシャーロック・ホームズである」 小学館（2005年11月）ISBN 409387624X
- 「吾輩はシャーロック・ホームズである」 角川文庫（2009年9月）ISBN 4043829035